# تپه اطراف شهر سوخته ۱۷۴
تپه اطراف شهر سوخته شماره ۱۷۴ مربوط به هزاره سوم قبل از میلاد است و در شهرستان زابل، بخش شیب آب، دهستان لوتک، روستای حومه شهر سوخته، ۸/۷۵ کیلومتری جنوب غرب پایگاه باستان‌شناسی شهر سوخته واقع شده و این اثر در تاریخ ۶ اسفند ۱۳۸۵ با شمارهٔ ثبت ۱۷۵۹۴ به‌عنوان یکی از آثار ملی ایران به ثبت رسیده است.